# Exocarpos
Genre
Classification phylogénétique
Exocarpos est un genre de la famille des Santalaceae.

## Description
Exocarpos est un genre d'arbrisseau hémiparasite, nécessitant un arbre hôte, un trait qu'il partage avec de nombreux autres membres des Santalaceae.

## Répartition
Exocarpos se trouve partout en Asie du Sud-Est, en Australie et dans les îles du Pacifique.

## Espèces
- Exocarpos aphyllus  R.Br.
- Exocarpos cupressiformis  Labill.
- Exocarpos dasystachys Schltdl.
- Exocarpos floribunda Domin
- Exocarpos gaudichaudii (en)  A.DC.
- Exocarpos glandulacea Miq.
- Exocarpos homalocladus (en)  C.Moore & F.Muell.
- Exocarpos humifusus (en) R.Br.
- Exocarpos latifolius (en) R.Br.
- Exocarpos leptomerioides Miq.
- Exocarpos luteolus Forbes
- Exocarpos nanus Hook.f.
- Exocarpos odoratus  (Miq.) A.DC.
- Exocarpos pendula F.Muell.
- Exocarpos sparteus (en) R.Br.
- Exocarpos strictus (en) R.Br.
- Exocarpos syrticola  (F.Muell. ex Miq.) Stauffer

## Source de la traduction
- (en) Cet article est partiellement ou en totalité issu de l’article de Wikipédia en anglais intitulé « Exocarpos » (voir la liste des auteurs).